# یاسنوو، دسپوتوواتس
یاسنوو (صربی: Jasenovo}} یک منطقهٔ مسکونی در صربستان است که در Despotovac واقع شده‌است.